# Provinz Entre Ríos
Entre Ríos (wörtlich zwischen den Flüssen, benannt nach den beiden Flüssen Paraná und Uruguay) ist eine Provinz im Nordosten Argentiniens. Sie liegt zwischen dem Río Paraná (Grenze zu den Provinzen Santa Fe und Buenos Aires) im Westen und Südwesten und dem Río Uruguay (Grenze zu Uruguay) im Osten. Im Norden grenzt sie an die Provinz Corrientes.

## Geografie
Als Teilgebiet der argentinischen Mesopotamia ist die Provinz fast vollkommen flach mit Hügeln von wenigen 100 Metern Höhe. Es gibt zwei niedrige Hügelketten, die Lomadas oder Cuchillas genannt werden: Die Cuchilla de Montiel im Westen und die Cuchilla Grande im Osten. Beide werden durch den Río Gualeguay getrennt.
Die Provinz Entre Ríos wird von vielen Flüssen begrenzt und durchflossen. Im Westen und Süden bildet der Río Paraná die Grenze, im Osten der Río Uruguay und der Río Mocoretá und im Norden der Río Guayquiraró.
Entlang des Río Uruguay-Beckens gibt es eine Reihe von Thermalquellen, zum Beispiel in Federación, Villa Elisa, Colón.

## Nationalparks
Innerhalb der Provinzgrenzen wurden zwei Nationalparks eingerichtet: Der Nationalpark El Palmar und der Nationalpark Diamante.

## Klima
In der Provinz Entre Ríos herrscht im Norden ein subtropisches Klima ohne Trockenzeit vor, während im Süden ein gemäßigtes Pampaklima dominiert. Die Provinz wird von Winden von der Atlantikseite durchzogen. Hinzu kommen lokale Winde wie der Pampero, der Sudestada und der Nordwind. Die durchschnittlichen, jährlichen Niederschläge betragen 900 Millimeter. Die durchschnittliche Sommertemperatur (November bis März) ist 20 Grad Celsius. Im Winter sinkt die Temperatur auf 10 bis 13 Grad Celsius.

## Bevölkerung
Die Bevölkerung konzentriert sich an den Ufern der Flüsse Río Paraná und Río Uruguay. Am Río Paraná liegt die Provinzhauptstadt Paraná, mit 250.000 Einwohnern die größte Stadt der Provinz, weiterhin befinden sich am selben Ufer die kleineren Städte Gualeguay, Victoria (an Nebenarmen des Paraná) und La Paz mit jeweils zwischen 25.000 und 45.000 Einwohnern. Am Río Uruguay liegt das industriell bedeutende Concordia (150.000 Einwohner) und das Karneval- und Tourismuszentrum Gualeguaychú (80.000 Einwohner) sowie die kleineren Städte Concepción del Uruguay (80.000 Einwohner) und Colón (25.000 Einwohner).
Berühmt ist Entre Ríos für den Karneval von Gualeguaychú, der ein bisschen dem Karneval von Rio de Janeiro ähnelt.

## Geschichte
Die ersten Bewohner des heutigen Gebiets von Entre Ríos waren die Charrúa und die Chaná. Die Spanier kamen 1520, als Rodríguez Serrano auf der Suche nach dem Pazifischen Ozean den Uruguay-Fluss hinauffuhr.
Die erste dauerhafte spanische Siedlung wurde Ende des 16. Jahrhunderts im heutigen Departement La Paz errichtet. Als Gouverneur zunächst von Asunción und dann von Buenos Aires führte Hernandarias Expeditionen in die unerforschten Gebiete von Entre Ríos durch. Juan de Garay erforschte nach der Gründung von Santa Fe dieses Gebiet, das er la otra banda ("das andere Ufer") nannte.
Zwischen 1810 und 1820 dauerten die Auseinandersetzungen um die Unabhängigkeit Argentiniens an. Am 29. September 1820 erklärte der Anführer (caudillo) Francisco Ramírez das Gebiet zur autonomen Republik Entre Ríos. Diese dauerte bis zu seiner Ermordung am 10. Juli des folgenden Jahres. 1853 wurde Paraná in einer Versammlung aller Provinzen außer Buenos Aires zur Hauptstadt der Argentinischen Konföderation und der Gouverneur von Entre Ríos und Anführer (caudillo) Justo José de Urquiza zu ihrem ersten Präsidenten gewählt.
Obwohl in Entre Ríos noch zahlreiche Nachkommen der Guaraní leben, wurde die Provinz vor allem von europäischen Einwanderern geprägt, die im 19. Jahrhundert landwirtschaftliche Kolonien anlegten. Unter ihnen waren viele Wolgadeutsche, vor allem rund um Gualeguaychú sowie in zahlreichen Dörfern südlich der Provinzhauptstadt Paraná, aber auch Belgier beispielsweise in Villaguay.

## Politik und Verwaltung

### Politisches System
Die Provinz Entre Ríos ist eine der 23 Provinzen des Landes. Argentinien ist ein demokratischer Bundesstaat (föderaler Staat) mit starker Stellung des Staatspräsidenten (präsidentielles Regierungssystem) und weitreichender Autonomie der Provinzen und der autonomen Stadt Buenos Aires. So haben die sich als Gliedstaaten verstehenden Provinzen jeweils eine eigene, der Bundesverfassung untergeordnete Verfassung und besitzen eigene Exekutiven mit einem Gouverneur an der Spitze (Gobernador) sowie eigene Legislativen. Auch die Gerichtsbarkeit wird unterhalb der Bundesebene auch auf Gliedstaatenebene organisiert. Die entsprechende Verfassung Argentiniens stammt aus dem Jahr 1853.

### Verwaltungsgliederung
Die Provinz Entre Ríos ist in 17 Departamentos untergliedert:
| Departamento     | Hauptstadt             | Fläche in km² | Einwohner |
| ---------------- | ---------------------- | ------------- | --------- |
| Colón            | Colón                  | 2.890         | 075.305   |
| Concordia        | Concordia              | 3.259         | 198.802   |
| Diamante         | Diamante               | 2.774         | 53.595    |
| Federación       | Federación             | 3.760         | 078.691   |
| Federal          | Federal                | 5.060         | 029.667   |
| Feliciano        | San José de Feliciano  | 3.143         | 016.803   |
| Gualeguay        | Gualeguay              | 7.178         | 057.303   |
| Gualeguaychú     | Gualeguaychú           | 7.086         | 126.147   |
| Islas del Ibicuy | Villa Paranacito       | 4.500         | 014.000   |
| La Paz           | La Paz                 | 6.500         | 075.407   |
| Nogoyá           | Nogoyá                 | 4.282         | 43.195    |
| Paraná           | Paraná                 | 4.974         | 391.696   |
| San Salvador     | San Salvador           | 1.275         | 020.854   |
| Tala             | Rosario del Tala       | 2.663         | 031.309   |
| Uruguay          | Concepción del Uruguay | 5.855         | 116.356   |
| Victoria         | Victoria               | 6.822         | 40.652    |
| Villaguay        | Villaguay              | 6.753         | 55.796    |

## Regionalpartnerschaften
- Region Altai, Russland, Abkommen zur Zusammenarbeit seit dem 10. September 1997
- Provinz Jilin, China, Partnerschaft seit dem 4. November 1996